# 河井律子
河井律子（日语：／ Kawai Ritsuko，本名：河井 律子，1964年3月3日—），日本漫畫家。女性。出身於大阪府豐中市。嵯峨美術短期大學畢業。2013年，擔任事實上後來繼承的學校京都嵯峨美術大學的客座教授。
電視動畫版《哈姆太郎》主題曲是河合哼著這首歌所創作的旋律。

## 簡歷
1981年，以獲得第1屆搞笑漫畫大獎，並刊登在《Hello Friend》（講談社）1982年1月號上，以河合律子名義出道。活躍於同一本雜誌和《少女Friend》增刊（講談社）上。
1988年，以（圓谷製作監修）在《蹦蹦跳》（小學館）上連載。此後，主要在小學館活動。
1996年，《瑪利歐與大金剛》出版。
1997年，《哈姆太郎》開始在小學館《小學二年級》連載。

## 作品列表

### 連載

#### 河井律子名義
- （《Hello Friend（日语：少女フレンド）》1983年1月號—1983年8月號）

#### 名義
- （監修：圓谷製作，《蹦蹦跳（日语：ぴょんぴょん）》Vol.5（1988年10月發行）—1989年6月號）
- （《蹦蹦跳》1990年11月號—1992年10月號→《Ciao》1992年11月號—1993年12月號）
- （《Ciao》1994年1月號—1995年）
- 瑪利歐與壞利歐（原作：富田祐弘，《小學一年級（日语：小学館の学年別学習雑誌）》1993年9月號—1994年3月號）
- （《小學一年級》1994年4月號—1995年2月號）
- 瑪利歐與大金剛的大冒險（原作：富田祐弘，《小學一年級》1995年4月號—1998年3月號）
- 瑪利歐大冒險樂園（原作：富田祐弘，《小學一年級》1998年4月號—1999年1月號）
- （原作：富田祐弘）
- SAKURA♥
- 哈姆太郎系列

- （《Ciao》）
- （《小學四年級（日语：小学館の学年別学習雑誌）》、《小學五年級（日语：小学館の学年別学習雑誌）》、《小學六年級（日语：小学館の学年別学習雑誌）》）

### 短篇

#### 河井律子名義
- （《Hello Friend（日语：少女フレンド）》1982年1月號）
- （《Hello Friend》1982年3月號）
- （《Hello Friend》1982年5月號）
- （《少女Friend（日语：少女フレンド）》1982年增刊）
- （《Hello Friend》1982年7月號）
- （《Hello Friend》1982年8月號）
- （《少女Friend》1982年增刊、《Hello Friend》1982年9月號）
- （《Hello Friend》1982年10月號）
- （《少女Friend》1983年增刊）
- （《Hello Friend》1983年10月號）
- （《Hello Friend》1983年12月號）
- （《少女Friend》1984年增刊）
- （《Hello Friend》1984年9月號）
- （《Hello Friend》1984年10月號）
- （《少女Friend》1984年增刊）
- （《少女Friend》1984年22號）
- （《Hello Friend》1984年12月號）
- （《Hello Friend》1985年2月號）
- （《Hello Friend》1985年4月號）
- （《少女Friend》1985年增刊）
- （《Hello Friend》1985年5月號）
- （《Hello Friend》1985年8月號）
- （《Hello Friend》1985年10月號）
- （《Hello Friend》1986年10月號）

## 腳註

## 相關項目
- 小學館
- 蹦蹦跳（日语：ぴょんぴょん）
- Ciao
- 大金剛
- 哈姆太郎